# 中华民国大陆时期政党列表
以下罗列了民国初年及国共内战时期的中华民国大陆时期政党，按成立时间排列。

## 历史政党及政治团体
| 政黨名稱                     | 成立時間          | 去向                       | 說明 | 負責人                       |
| ---------------------------- | ----------------- | -------------------------- | --- | ---------------------------- |
| 中国同盟会                   | 1905年8月20日成立 | 1912年8月改组为国民党      | 清末由兴中会、华兴会、光复会等多个革命团体集合的革命组织。辛亥革命以后改组为国民党 | 孫文                         |
| 统一共和党                   | 1912年4月11日成立 | 1912年8月并入国民党        | 是中华民国初年的政党，由共和统一、中华民国国民共进会、政治谈话会等联合而成。1912年8月，与中国同盟会合并成国民党。 | 蔡鍔                         |
| 统一党                       | 1912年1月         | 1912年5月合并改为共和党    | 是中华民国初年的政党。1912年1月由原立宪派操纵的中华民国联合会组成。以张謇、章炳麟、程德全、熊希龄等为理事。以“巩固全国统一，建设中央政府，促进共和政治”为宗旨，实际上是拥护袁世凯统一全国。1912年5月该党与其他五团体合并，改为共和党。不久，又退出共和党，继续维持统一党。1913年5月又与共和党、民主党合并，组成进步党，成为国会仅次于国民党的第二大党。 | 张謇、章炳麟、程德全、熊希龄 |
| 中国社会党                   | 1911年11月5日成立 | 1913年8月解散（第一次）    | 是1911年11月5日江亢虎於中國上海創立的政黨，是中国第一个社会主义政党，也是中国第一个以“党”命名的政治团体。 | 江亢虎                       |
| 进步党                       | 1913年5月29日成立 | 1916年解散                 | 进步党是中华民国初期的一个政党，成立于1913年5月29日。1916年解散并改组为研究系。 | 黎元洪、梁啟超               |
| 民主党                       | 1912年8月27日成立 | 1913年5月并入进步党        | 是中华民国初年的一个政党。1913年5月同共和党、统一党等合并为进步党，成为第一届国会对抗国民党的第二大党。 | 梁啟超                       |
| 共和党                       | 1912年5月9日成立  | 1913年5月29日解散          | 中华民国初年建立政党之一。1913年5月又与民主党、统一党合并，组成进步党，成为国会仅次于国民党的第二大党。主张国权主义，反对国民党的民权主义。 | 黎元洪                       |
| 国民协进会                   | 1912年成立        | 1912年并入共和党           | 是中华民国初期的公开政党。民国成立后结成。范源濂等为领导者的立宪派系统政党。1912年（民国元年）5月与统一党、民社、国民党、民国公会合并组成共和党。 | 范源濂                       |
| 公民黨                       | 1913年成立        | 后改组为交通系             | 是中華民国初期的公開政党，成立于1913年（民国2年）9月18日。后继组织为交通系。 | 梁士诒                       |
| 民憲黨                       | 1913年成立        | 同年事实上瓦解             | 梁士詒結成了親袁世凱的御用政党公民党后，親袁政党進步党抱有危機感。由此，作为政敌的国民党中的有志者和进步党中的有志者，从各自政党退党，重新结成了民宪党以同公民党对抗。1913年11月4日，国民党議員438人的議員資格被袁世凱剥奪，11月15日国会正式停止运作。                                                                                                  | 張耀曾、沈鈞儒               |
| 政友會                       | 1913年成立        | 後解散，不知所終           | 政友会原为景耀月发起，初举景耀月为会长，于右任、彭占元为副会长，以“巩固共和国体、发展国民经济、力谋教育普及、完成国内交通、增厚边防军备、经营拓殖事业、维持国际平和”为会纲。 | 景耀月                       |
| 民社                         | 1912年成立        | 合併组成共和党             | 成立于1912年（民国元年）1月16日，其领袖为黎元洪。主要成員有藍天蔚、朱瑞、孫武、張振武、張伯烈等人。该党以卢梭的《社会契約論》为根本主義，标榜其目的为使共和政体健全及发达。主要成員以黎元洪出身的湖北籍人士为主。后同統一党、国民党、国民協進会、民国公会合併组成共和党。                                                                               | 黎元洪                       |
| 大中黨                       | 1913年成立        | 1913年11月15日国会停会瓦解 | 1913年9月18日，奉臨時大总统袁世凱之命，大总統府秘書長梁士詒（交通系领袖）纠合了集益社、潜社等小政党，组成了御用政党公民党。但是，集益社的幹部朱兆莘未参加公民党，同江天鐸所领导的超然社以及相友会等小政党合并，成立了大中党。大中党以第三党自居，企图在当時国会内的两大政党国民党和進步党之外自立。同年11月15日，国会停会，大中党事实上瓦解。           | 朱兆莘                       |
| 國民共進會                   | 1912年成立        | 1912年8月合并组成国民党    | 该会在中华民国成立后于1912年3月在北京结成。会长伍廷芳（未实际就任）、副会长王宠惠。其主要干部有陈锦涛、徐谦、许世英、林志钧、牟琳、陈箓、江辛等。该会幹部多为第一次唐紹儀內閣成員。1912年（民国元年）8月在宋教仁指导下，该会与统一共和党等合并组成国民党。                                                                                              | 伍廷芳                       |
| 中华革命党                   | 1914年成立        | 1919年改组为中国国民党     | 為孫中山於民國三年（1914年）7月8日在日本東京創立的革命組織，黨員多為原興中會、中國同盟會及1912年成立的國民黨的部分人士，後於民國八年（1919年）10月10日改組為中國國民黨。 | 孫文                         |
| 中国青年共产党               | 1924年1月12日成立 | 后解散转入中共             | 中国青年共产党，又称YC团，是中国历史上的一个共产主义政党。 | 吳玉章、杨闇公               |
| 中国少年共产党               | 1922年6月18日成立 | 1925年改组为共青团         | 中国少年共产党，简称少共，是中国留欧学生在法国成立的一个共产主义政党。1925年1月，国内的“中国社会主义青年团”更名为“中国共产主义青年团”，“旅欧中国共产主义青年团”于1925年4月11日发通告更名为“中国共产主义青年团旅欧区”。 | 趙世炎                       |
| 东方共产党                   | 1920年5月成立     | 1921年之后解散             | 东方共产党是中国历史上的一个共产主义政党。 | 姚作賓、黃介民               |
| 重庆共产党                   | 1920年成立        | 1921年之后解散             | 重庆共产党是中国重庆历史上的一个共产主义政党。 | 不詳                         |
| 中国国民党革命委员会         | 1927年8月成立     | 1927年10月解散             | 是南昌起义前后短暂存在的一个政治团体，由中共中央实际领导。1927年南昌起义后，以谭平山为首的部分中国国民党中央委员，在南昌召开了“国民党中央委员及各省区特别市和海外各党部代表联席会议”，通过了《中央委员宣言》，成立了该组织。后解散。 | 譚平山、鄧演達               |
| 中国国民党临时行动委员会     | 1927年成立        | 1935年解散                 | 今农工党前身，1930年，邓演达在上海主持召开第一次全国干部会议，成立中国国民党临时行动委员会。邓演达希望能在国共两党之外，形成第三种势力，在中国建立资产阶级共和国，因此中国国民党临时行动委员会也被称为第三党。1931年11月29日，國民政府于南京秘密處決邓演达。此后，该党转入地下。                                                                        | 鄧演達、黃琪翔               |
| 生产人民党                   | 1933年            | 1935年解散                 | 福建事变后，领导事变的蒋光鼐、蔡廷锴、陈铭枢、李济深、黄琪翔脱离国民党集体组党并成立中华共和国人民革命政府，闽变失败后解散。 | 陳銘樞、蔡廷鍇、李濟深       |
| 三民主义青年团               | 1938年4月成立     | 1947年9月解散              | 三民主义青年团，简称三青团，是由中国国民党领导的青年组织，于1938年7月9日在武昌正式成立。1947年将三青团并入国民党。 | 陳誠                         |
| 三民主义同志联合会           | 1945年            | 1949年组为中国国民党革委会 | 简称“民联”，是八年抗戰後，中国国民党内一部分反对蒋介石的人士而组成的政党组织。1949年11月，中国国民党民主派召开第二次代表会议，决定将民革、民联、民促统一为一个组织——中国国民党革命委员会。民联同时宣布结束。 | 李济深、何香凝、蔡廷锴       |
| 中国国民党民主促进会         | 1946年成立        | 1949年解散并并入民革       | 中国国民党左派的组织之一。1946年4月在广州宣告成立。1949年11月，中國國民黨左派第二次全國代表會議在北京舉行，決定將「民革」、「民聯」、「民促」和國民黨其他左派力量整合為一個，即中國國民黨革命委員會（「民聯」、「民促」同時宣告結束）。 | 李济深、何香凝、蔡廷锴       |
| 中华革命党                   | 1928年初          | 1930年改组                 | 1930年改组为中国国民党临时行动委员会；后更名为中华民族解放委员会。 | 宋庆龄、邓演达               |
| 中国布尔什维克列宁主义反对派 | 1928年12月        | 1931年合并                 | 1931年5月与其他政党合并成立中国共产党左派反对派。 | 陳獨秀                       |
| 无产者社                     | 1929年9月         | 1931年合并                 | 1931年5月与其他政党合并成立中国共产党左派反对派。 | 陳獨秀                       |
| 十月社                       | 1930年1月1日      | 1931年合并                 | 1931年5月与其他政党合并成立中国共产党左派反对派。 | 陳獨秀                       |
| 战斗社                       | 1930年夏天        | 1931年合并                 | 1931年5月与其他政党合并成立中国共产党左派反对派。 | 陳獨秀                       |
| 中国共产主义同盟             | 1931年5月1日      | 1948年9月改组              | 成立时名为中国共产党左派反对派，1935年1月改名为中国共产主义同盟，后改组“中国革命共产党”。 | 陳獨秀                       |
| 俄罗斯法西斯党               | 1931年5月26日     | 1943年7月解散              | 中国东北地区的一个俄罗斯移民政党，后解散。 | 君士坦丁·罗德扎耶夫斯基      |
| 中国国际主义工人党           | 1949年4月         | 1977年10月15日解散         | 托洛茨基主义政党。前身为以王凡西、郑超麟为首的中国共产主义同盟国际主义派。1949年4月成立，不久迁往英属香港。1977年并入革命马克思主义者同盟，后者亦于1991年解散。 | 王凡西、郑超麟               |

## 现存政党及政治团体
| 政黨名稱             | 成立時間       | 現狀             | 说明 | 备注 |
| -------------------- | -------------- | ---------------- | --- | ---- |
| 中國國民黨           | 1894年11月24日 | 台湾主要政党之一 | 1894年11月24日，兴中会在夏威夷檀香山成立。1919年10月10日改名为中國國民黨。1928年起，國民黨領導的國民政府率領國民革命軍完成北伐並在东北易帜後統一中國。1949年底，中央黨部隨政府遷往臺灣，曾是台湾執政黨 |      |
| 中国共产党           | 1921年7月23日  | 中国大陆执政党   | 1921年，在浙江嘉兴南湖及上海召开会议宣告成立。 1949年，中华人民共和国成立后成为中國大陸唯一的执政党。                                                                                                  |      |
| 中國青年黨           | 1923年12月2日  | 台湾政党         | 1923年在法國巴黎成立，曾是僅次於中國國民黨和中國共產黨的第三大政黨，1949年隨中華民國政府遷往臺灣。 |      |
| 中国致公党           | 1925年10月10日 | 中国大陆民主党派 | 前身为洪门致公堂。 1925年10月，在美国旧金山成立。 1949年后成为中国大陆地区参政党之一 |      |
| 中国农工民主党       | 1930年8月9日   | 中国大陆民主党派 | 成立时名为中国国民党临时行动委员会，之后几经改名。 1947年2月，改名为中国农工民主党。 |      |
| 中国民主同盟         | 1941年3月19日  | 中国大陆民主党派 | 前称中国民主政团同盟。 1949年，成为中华人民共和国八大民主党派之一。 |      |
| 中国民主建国会       | 1945年12月16日 | 中国大陆民主党派 | 前身为“中华职业教育社”和“迁川工厂联合会”。 1949年，成为中国大陆参政党之一。 |      |
| 中国民主促进会       | 1945年12月30日 | 中国大陆民主党派 | 创立之初为由民主人士发扬民主精神的政治组织。 1949年，成为中国大陆地区参政党之一。 |      |
| 九三学社             | 1946年5月4日   | 中国大陆民主党派 | 前身为民主科学座谈会。 1949年，成为中国大陆地区参政党之一。 |      |
| 台湾民主自治同盟     | 1947年11月12日 | 中国大陆民主党派 | 由原台湾共产党党员在香港成立。 1949年，成为中国大陆地区参政党之一。 |      |
| 中国国民党革命委员会 | 1948年1月1日   | 中国大陆民主党派 | 前身为三民主义同志联合会、中国国民党民主促进会。 1948年，联合建立该党。 |      |
| 中国革命共产党       | 1948年9月      | 迁往香港         | 托洛茨基主义政党。 1974年，以“十月评论社”的名义公开活动。 |      |

## 备注
1. ↑  与宋教仁组织的国民党有区别。
2. ↑  并非宋教仁組織的国民党。